# Atomaria peltataeformis
Atomaria peltataeformis là một loài bọ cánh cứng trong họ Cryptophagidae. Loài này được Sjöberg miêu tả khoa học năm 1947.